# Роопкунд
Роопкунд (дев. रूपकुण्ड), также известное как Озеро Скелетов (дев. कंकाल झील) — небольшое высокогорное ледниковое озеро в Гималаях, на территории индийского штата Уттаракханд.

## Описание
Небольшое ледниковое озеро лежит на высоте 5029 метров над уровнем моря (по другим данным — 4778 метров) в горной системе Гималаи. Территориально полностью находится в штате Уттаракханд, Индия. Бо́льшую часть года покрыто льдом. С 1982 года, с момента образования национального парка Нанда-Деви, является его частью.

## Скелеты

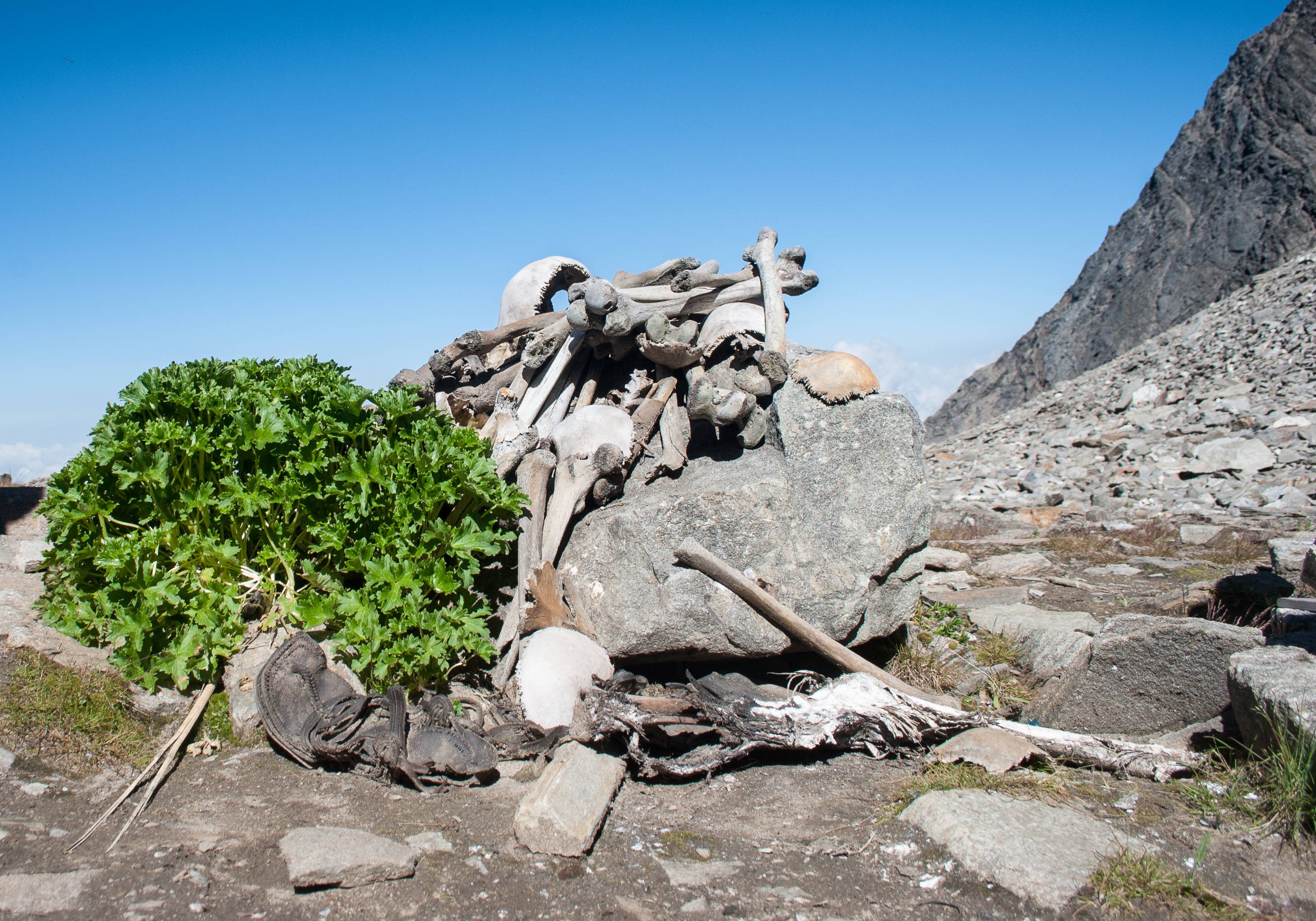
Кости на берегу озера Роопкунд

С конца XIX века ходили слухи, что на берегу этого труднодоступного озера лежит огромное количество человеческих скелетов. В 1942 году H. K. Madhwal добрался до озера и убедился в этом воочию: на берегу озера лежали более пятисот скелетов.
Первая датировка останков была произведена в 1960-х годах с помощью радиоуглеродного анализа: он показал очень примерный возраст скелетов от пяти до восьми веков.
В 2004 году была организована новая совместная индо-европейская экспедиция к озеру. Учёные обнаружили среди скелетов людей и лошадей предметы утвари, ювелирные украшения и на удивление хорошо сохранившиеся части тел. Анализ ДНК показал, что группа состояла из двух частей: люди невысокого роста, предположительно, местные носильщики и проводники, и люди обычного роста, предположительно, брахманы читпаван (конканастха, англ. Chitpavan) родом из Махараштры. Повторный радиоуглеродный анализ, проведённый в Оксфордском университете показал дату смерти людей в 850 году ± 30 лет.
С помощью генного и биологического анализа 82 скелетных останков в 2015 году было выяснено, что большинство лиц были мужчинами, жившими в VIII веке нашей эры, остальные — в IX веке. У 80 индивидов был изучен митохондриальный геном, а 25 из них были генотипированы на аутосомные маркёры. Сравнительный генетический анализ показал, что индивиды, погибшие в VIII веке были из двух генетически различных групп. Большинство показали генетическую близость к современному европейскому и ближневосточному населению, в то время как другая группа имеет общие гаплогруппы с австроазиатской популяцией из северо-индийских Гималаев.
Первоначально высказывались разные гипотезы об их смерти: метель, лавина, оползень, эпидемия, даже массовое самоубийство. Более поздние исследования учёных Хайдарабада, Пуны и Лондона, изучивших повреждения костей погибших, установили, что причиной смерти стал огромный град: градины могли достигать размеров крикетного мяча (до 7 см в диаметре), и на открытом пространстве у людей не было шансов спастись. С учётом сходов лавин в этом районе, количество членов группы могло быть до шестисот, часть из них, возможно, была снесена в озеро. В связи с разрежённостью воздуха и постоянными низкими температурами в регионе тела́ так хорошо и сохранились.
Вопрос о том, кто все эти люди и куда они направлялись, пока так и не решён: нет никаких исторических данных, что в этих местах проходили какие-либо пути через Гималаи. Единственным правдоподобным объяснением кажется, что погибшие были членами культа Nanda Devi и направлялись на праздник англ. Nanda Devi Raj Jat.
Полногеномное исследование ДНК 38 скелетов показало, что 23 человека имеют происхождение, которое попадает в диапазон вариаций, характерных для современной Южной Азии (Roopkund_A, Y-хромосомные гаплогруппы H1-M52>Z4361 (772—974 гг.), H1a2a1, H1a1d2 (n=2), H3b, E1b1b1, J, J2a1, J2b (774—885 гг.), R2a3a2b2c-M124>L295), 14 человек имеют происхождение, типичное для Восточного Средиземноморья (Roopkund_B, J1a3a, R1a1a1b1a2-Z280>R1a1a1b1a2b-CTS1211>Y2613>Y2608 (I3345, 1681—1939 гг.), R1a-Z93 (n=4), R1a-Z2122, R1a-L657>Y928, G2a2b2a1a1c1a2-CTS342>Z3428 (1675—1943 гг.), R1b1ab-M269, T1a2-L131>S27463 (1694—1918 гг.), Q-L275>M378 (1681—1940 гг), E1b1b1b2), один человек идентифицирован с предками, связанными с Юго-Восточной Азией (Roopkund_C, 1653—1950 гг., Y-хромосомная гаплогруппа O1b1a1a1b-M268>M95>1348).

## Туризм

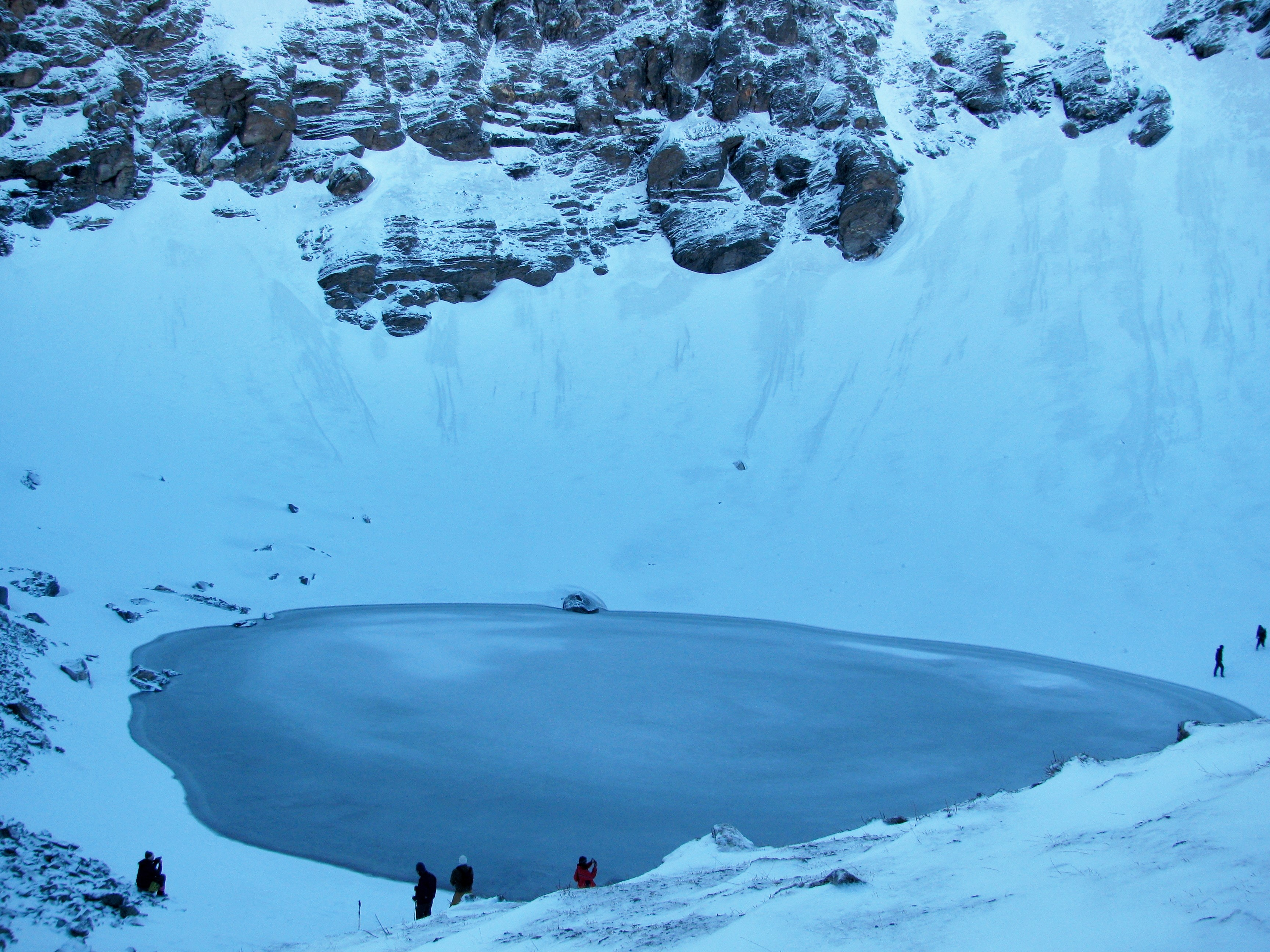
Туристы у озера Роопкунд зимой

Подъём к озеру является довольно популярным туристическим маршрутом. Само озеро находится между двумя величественными пиками: Трисул (7120 м) и Nandghungti (6310 м), на пути следования встречаются водопады, горные луга, хребты, храмы. Восхождение занимает от трёх до шести дней.
В ноябре 2006 года Почта Индии выпустила памятную марку с изображением озера.